# Пасютишки
Пасютишки (бел. Пасюцішкі) — хутор в Браславском районе Витебской области Беларуси. Входит в состав Тетерковского сельсовета.

## География
Хутор находится в западной части Витебской области, к югу от озера Укля, на расстоянии приблизительно 18 километров (по прямой) к юго-востоку от города Браслав, административного центра района. Абсолютная высота — 155 метров над уровнем моря. Площадь населённого пункта — 0,0075 км².

## История
По состоянию на 1905 год, в фольварке Пасютишки проживало 37 человек (15 мужчин и 22 женщины). В административном отношении входил в состав Перебродской волости Дисненского уезда Виленской губернии.
В 1921 году входил в состав гмины Пшебродзе Дисенского повета Виленского воеводства Второй Польской республики. Числилось 26 жителей (10 мужчин и 16 женщин), проживавших в 3 домах. В этническом составе населения того периода поляки составляли 76,9 %, белорусы — 23,1 %. В конфессиональном составе населения преобладали старообрядцы (92,3 %), также были представлены католики (7,7 %).

## Население
По данным переписи 2019 года, постоянное население в Пасютишках отсутствовало.
| Год  | Население, человек |
| ---- | ------------------ |
| 1905 | 37                 |
| 1921 | ↘ 26               |
| 2009 | ↘ 0                |
| 2019 | → 0                |